# Biểu quyết
Biểu quyết là biểu thị sự đồng tình hay không đồng tình của cá nhân hay tập thể lúc quyết định một vấn đề nào đó bằng cách bỏ phiếu kín hoặc giơ tay hoặc bằng phương tiện điện tử. Những vấn đề trong một tổ chức, tập thể nếu không có sự đồng thuận giữa các thành viên thì biểu quyết là phương pháp có hiệu quả.

## Quyền biểu quyết
Trong một xã hội dân chủ, quyền biểu quyết được sử dụng rất rộng rãi. Quyền biểu quyết chính là phương thức thể hiện ý chí chính trị của một cá nhân đối với những quyết định mang tính tập thể.